# Veszele
Veszele (szlovákul Oravské Veselé) község Szlovákiában, a Zsolnai kerületben, a Námesztói járásban.

## Fekvése
Námesztótól 10 km-re északnyugatra, a Veszeleszka-patak partján található.

## Története
A település 1629-ben a vlach jog alapján keletkezett az árvai váruradalom területén, mely akkor a Thurzó család birtoka volt. Alapítói a lengyel Oszcsanda Máté és Námesztói Roman, aki a falu első bírája is volt. Alapító okiratát Thurzó György lánya, Ilona adta ki. 1629-ben „Weszele” alakban szerepel először írott forrásban. Námesztói Roman a Námesztó községet alapító Randa András lengyel soltész dédunokája volt. A falu kezdetben szétszórt hegyi pásztorkunyhókból állt. Első fatemplomát 1656-ban építették és Árpád-házi Szent Erzsébet tiszteletére szentelték fel, de csak két évig szolgálhatta a katolikusokat. Námesztói Roman fiát, Námesztói Györgyöt Thököly István nevezte ki veszelei soltésznek 1657. július 20-án kelt soltészlevele értelmében, aki a nevét ekkortól Weszelovszky György formában használta, és így alapítója lett a Weszelovszky soltésznemzetségnek, amelynek legismertebb tagja dr. Weszelovszky Károly (1818–1892) árvaváraljai magyar orvos lett.
1658-ban már evangélikus lelkész szolgált a templomban. 1659-ben 817 lakosa volt, közülük 578 katolikus és 239 evangélikus. Ebben az évben a templomot visszaadták a katolikusoknak. 1682-ben Sobieski János török ellen vonuló lengyel–litván hadai dúlták fel a falut. 1690-ben a templomhoz tornyot építettek. Ekkor a faluban 5 egész jobbágytelek mellett 3 negyed és egy nyolcad jobbágytelek volt. Az 1696-os összeírás már csak egy jobbágytelket talált. 1715-ben 410 volt a lakosok száma. 1753-ban Veszelén 302 személyt írtak össze, 149 férfit és 153 nőt. 1778-ban 1234-en lakták.
A 18. század végén Vályi András így ír róla: „VESZELE. Elegyes lengyel falu Árva Várm. földes Ura a’ Kir. Kamara, lakosai katolikusok, fekszik Pilszkó hegye alatt, Námesztóhoz 1 mértföldnyire szép helyen; minden tulajdonosnak sajáttya különösen van a’ másikétól; határja leginkább tavaszi vetést terem; lakosai többnyire Takátsok, és abból veszik élelmeket.”
1805-ben 398 ház állt a településen, melyben 439 család lakott. Az 1104 katolikus mellett négy zsidó lakosa is volt. A jobbágyok mellett két kézműves, egy kovács, egy takács és egy uradalmi szolga is élt itt. 1805-ben a falu új templom építésébe kezdett, amit 1815-ben fejeztek be. 1828-ban 365 házában 1323 lakos élt, akik mezőgazdasággal, házalással, lenolajkészítéssel foglalkoztak.
Fényes Elek 1851-ben kiadott geográfiai szótárában így ír a faluról: „Veszele, tót falu, Árva vmegyében, elszórva a hegyek közt: 1811 kath., 12 zsidó lak. Kath. paroch. templom. 142 4/8 sessio. Legelője nagy. Sok lent termesztenek, s gyolcsot szőnek. F. u. az árvai uradalom. Ut. p. Rosenberg.”
A trianoni diktátumig Árva vármegye Námesztói járásához tartozott.
A háború után lakói mezőgazdasággal, erdei munkákkal, kézművességgel, főként takácsmesterséggel, vászonszövéssel, zsindelykészítéssel foglalkoztak. Mai hivatalos nevét csak 1946-ban kapta.

## Népessége
| Év:            | 1994. | 2004.    | 2014.   | 2024.   |
| -------------- | ----- | -------- | ------- | ------- |
| Emberek száma: | 2424  | 2738     | 2892    | 3081    |
| Eltérés:       |       | +12,95 % | +5,62 % | +6,53 % |

| Év:            | 2023. | 2024.   |
| -------------- | ----- | ------- |
| Emberek száma: | 3064  | 3081    |
| Eltérés:       |       | +0,55 % |

1910-ben 1818, túlnyomórészt szlovák lakosa volt.
2001-ben 2661 lakosából 2642 szlovák volt.
2011-ben 2827 lakosából 2793 szlovák.

## Nevezetességei
- Szent Erzsébet tiszteletére szentelt római katolikus temploma 1805 és 1815 között épült.
- A falu két kis kápolnája a 18. század végén és a 19. század elején készült.

## Híres veszeleiek
- 1781-ben a községben született Weszelovszky Ignác námesztói kékfestő gyárnok és városi tanácsnok, kinek felesége: nemes Hamulyák Anna (1787-1858) édes testvére volt Babits Mihály költő dédanyjának, Kelemenné Hamulyák Teklának. Weszelovszky Ignác és Hamulyák Anna gyermeke volt a híres magyar orvos, Weszelovszky Károly. (Szekrényessy Attila: A veszelei és zólyomi Veszelovszky család öt évszázada.)
- Itt született 1830-ban báró Mednyánszky Dénes geológus, a selmeci akadémia igazgatója, az MTA levelező tagja. († 1911).